# Iniistius baldwini
Iniistius baldwini är en fiskart som först beskrevs av Jordan och Evermann, 1903.  Iniistius baldwini ingår i släktet Iniistius och familjen läppfiskar. IUCN kategoriserar arten globalt som livskraftig. Inga underarter finns listade i Catalogue of Life.